# Hasui Kawase

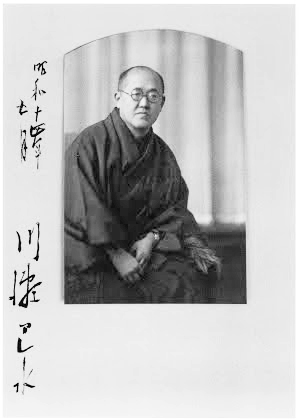
Kawase 1939

Hasui Kawase (川瀬 巴水, Kawase Hasui), född 18 maj 1883 i Tokyo, död 7 november 1957, var en japansk konstnär. Han studerade under Kiyokata Kaburagi och tränades i traditionellt nihonga-måleri och blocktryck i stilen ukiyo-e. Kawase är känd för sina landskapsbilder och stadsscener och räknas som en ledande företrädare för konströrelsen shin-hanga.